# 닥티노마이신
닥티노마이신(dactinomycin) 또는 악티노마이신 D(actinomycin D)는 여러 종류의 암을 치료하는 데 사용되는 화학요법 약물이다. 치료 질병에는 빌름스 종양, 횡문근육종, 유잉육종, 영양막 신생물, 고환암이 있다. 정맥 주사로 투여된다. RNA 합성을 저해함으로써 작용하는 것으로 추정된다.
1964년에 미국에서 사용이 승인되었다. WHO 필수 의약품 목록에 기재되어 있다.

## 의학적 사용
VAC (빈크리스틴, 닥티노마이신, 시클로포스파미드) 화학요법은 횡문근육종 치료에 사용된다. 또한 치사량에 가까운 방사선 손상의 회복을 억제하고 보상과다형성을 지연시켜 방사선민감물질로 사용된다.

## 작용 기전
DNA에 결합해 RNA 사슬이 RNA 중합효소에 의해 신장하는 것을 방해함으로써 RNA 합성을 억제한다.

## 부작용
일반적인 부작용으로 골수 억제, 구토, 탈모, 간염, 감염, 근육통이 있다. 다른 심각한 부작용으로 암 유발, 과민증, 혈관외유출 시 조직 손상이 있다. 임신 중에 사용하면 아기에게 해를 끼칠 수 있다.

## 역사
셀먼 왁스먼은 1940년에 스트렙토마이세스 안티비오티커스 배양물에서 악티노마이신을 발견했다.

## 생합성
트립토판은 악티노마이신 발색단의 전구체이다.

Keller 외(2010)에서 수정된 그림